# Џиновски меда
Џиновски меда (фр. Teddygozilla) је прва епизода прве сезоне серије Код Лиоко.

## Опис
Епизода почиње у сали за физичко академије Кадик, где Мили и Тамија снимају припреме за школску журку за новости. Одједном се појављује Сиси и желе да је интервјуишу за неколико речи, али; док је Херв руком блокирао камеру, Сиси вређа Тамију и нарочито Мили, говорећи јој да неће наћи пратиоца. Мили пита Улрика, али он љубазно одбија захтев, говорећи да је са Јуми. Сиси јој онда каже да нађе партнера за играње у песку и Мили излеће, уплакана.
У међувремену, Џереми разговара са Аелитом у својој спаваћој соби о програму за материјализацију. Аелита је више него узбуђена иако програм није завршен, али Џереми каже да ускоро Ксена неће моћи да их напада.
У соби, Мили плаче чврсто држећи свог плишаног меду и каже Тамији да мрзи све. Оно што не знају је да их Ксена посматра преко екрана и региструје да Мили не осећа позитивне емоције. Мили излеће из собе, кажући да јој је мука и Тамије. У сали, Јуми Улрику каже да нема против тога да он иде са Мили док се припреме спроводе. Долази Џереми, а Од коментарише да је Сиси „Мис матуре у свом свету“ док се она огледа у диско-кугли, љутећи је.
У шупи Мили разговара са својим медом. Иако не схвата, Ксена је у близини. Онда стиже Тамија и каже да треба да изађе. Кад је само меда остао, спектар излази из лампе и опседа меду.
У међувремену, Сиси иде у своју собу и тера Николаса и Херва да оду, задовољна сама собом. Онда се скида, укључује музику и тражи одећу за вече. Док се шминка, меда, сад под контролом Ксене, иде на врх Сисине полице и обара неколико ствари на њу. Она излеће и иде до свог оца, а Од предлаже да провере њену собу у случају да је то Ксенино масло.
У соби је Џереми предложио да је у питању кратак спој. Након сликања собе, Мили и Тамија се враћају у шупу по меду, али схватају да га нема. Стиже Џим и виче на ученице због њиховог присуства код места која нису за малолетнике. Мили му узвраћа истом мером, због чега Џим забрањује њима двема да присуствују вечери. Мили иде и плаче у дворишту и Од долази да је теши. Гледајући једну од слика, сазнаје да је меда испод Сисиног јастука. У исто време, сада већи меда напада Џима за викање на девојчице.
Од иде у Сисину собу и ништа не налази. У амбуланти, г. Делмас разговара са Џимом. У сали, Јуми и Улрик разговарају о чудним стварима. У међувремену, Од иде до амбуланте и пита ко је напао Џима. Делмас каже да још не знају али да треба Џим да се одмори на кратко. Затим баца папир на коме је цртао Џим у канту. Од га вади и уочава слабо нацртаног плишаног меду.
У дворишту, Џереми, Од и Улрик разговарају о ситуацији и усаглашавају ствари: немајући друге опције, Од ће ићи у Лиоко, а Улрик ће остати на академији да се постара да су сви безбедни. Геније и његов љубичасти пријатељ иду у фабрику. Џереми виртуелизује Ода у пустињски сектор и разговара са Улриком, који му јавља да је меда напустио територију академије.
У Лиоку, Од среће Аелиту, која му показује широку рупу у земљи. На Земљи, Улрик схвата да је меда изашао у предграђе и да је Јуми његова мета. Аелита и Од одлучују да крену доле, али их нападају пет буба.
Улрик зове Јуми која се не јавља зато што се она купа. Од се бори са бубама, али одједном има визију да Аелита пада у дигитално море. Улрик брзо иде до Јумине куће, док се она облачи и бежи са њим. Аелита почиње да пада у рупу, али је Од спашава и откривају тунел.
У правом свету, меда проузрокује масовни хаос. Улрик и Јуми јуре ка академији да евакуишу све. Од и Аелита иду тунелом кад се одједном појављује мегатенк и налазе активирани торањ. Иако је Аелита ту и тамо могла да га деактивира, Од одлучује да прво уништи мегатенка.
На Земљи, Улрик налеће на Џима, који му каже да се лепше обуче следећи пут. Убрзо почиње такмичење мис матуре, али пре него што се ишта десило, Улрик узима микрофон и каже да морају да се евакуишу због џиновског меде. Сиси каже да је ово трик како би јој победа била спречена, али у том тренутку меда се пробија у салу и сви присутни вриште. У међувремену, Од убија мегатенка и Аелита деактивира торањ баш када се меда спремио да спљошти Улрика. Јуми улеће и грли Улрика, док Џереми стартује повратак у прошлост.
Сада, када Мили пита Улрика да јој буде пратилац, слаже се, а Јуми ће ићи са Одом. Сиси, бесна, виче. Он јој каже да ће можда ићи и са њом ако „њен мозак добије још неурон или два“. Тамија снима бесну Сиси, говорећи да је ово екстра тема.

## Емитовање
Епизода је премијерно емитована 3. септембра 2003. у Француској. У Сједињеним Америчким Државама је емитована 19. априла 2004.